# Leopard-Skin Pill-Box Hat
"Leopard-Skin Pill-Box Hat" is een elektrisch bluesnummer van de Amerikaanse singer-songwriter Bob Dylan. Het nummer verscheen op zijn album Blonde on Blonde uit 1966. Op 24 april 1967 werd een ingekorte versie van het nummer uitgebracht als single. "Leopard-Skin Pill-Box Hat" is geschreven door Dylan en geproduceerd door Bob Johnston. De tekst schreef hij na afloop van zijn tour met The Band, toen nog The Hawks geheten.

## Tekst

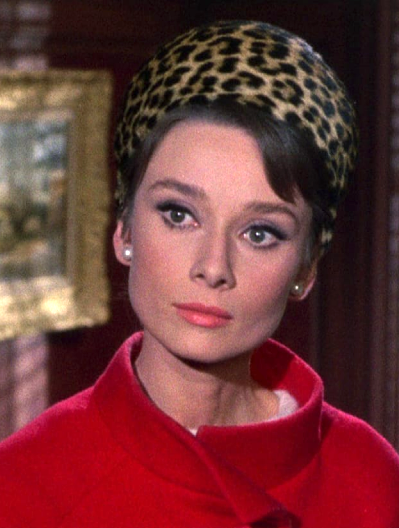
Audrey Hepburn in de film Charade

De titel "Leopard-Skin Pill-Box Hat" verwijst naar een pillboxhoed, een klein modieus hoedje in de vorm van een pillendoosje, dat in de jaren 1960 bij  beroemdheden populair was. Jacqueline Kennedy, First Lady van de Verenigde Staten van 1961 tot 1963, stond bekend om de pillboxhoeden die ze droeg, en die speciaal voor haar werden ontworpen door modeontwerper Roy Halston Frowick. Ze gold als stijlicoon en vele vrouwen volgden haar na in het dragen van een pillbox, zoals Audrey Hepburn in de film Charade met een pillbox met luipaardvelmotief. De pillboxhoed met luipaardvelmotief staat in het lied voor materialisme en uiterlijk vertoon, waar Dylan in het lied de spot mee drijft. Robert Shelton omschreef in zijn No Direction Home: The Life and Music of Bob Dylan het nummer als een bijtende blues over de manipulaarbaarheid van smaak.
Volgens sommige dylanologen drijft Dylan in het nummer de spot met de aan drugs overleden Edie Sedgwick, maar Dylan ontkende dat het nummer over specifieke personen gaat. Op last van zijn advocaten werd elke verwijzing naar zijn persoon verwijderd uit Factory Girl, een film over het leven van Sedgwick.

## Achtergrond en opname

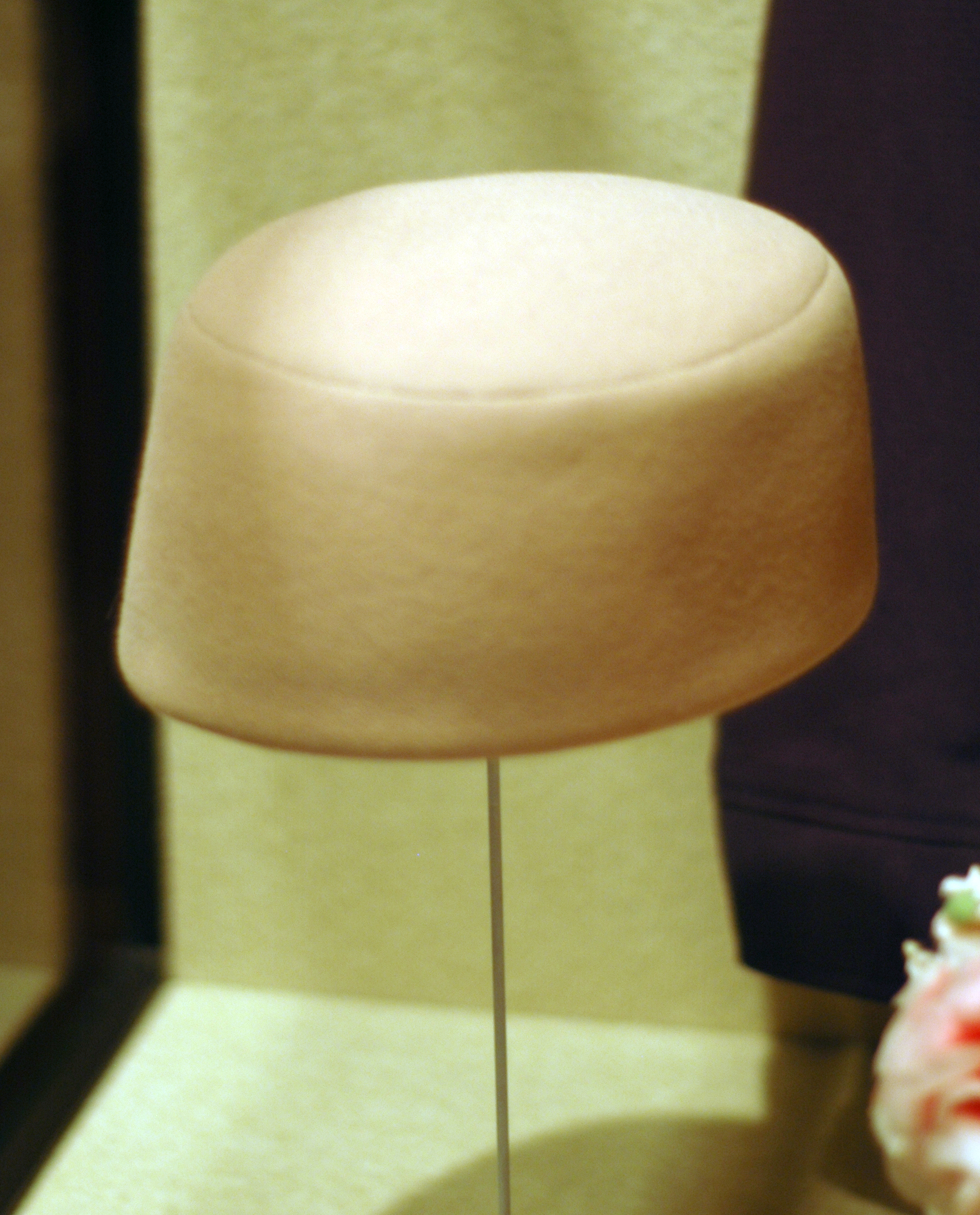
Een pillboxhoed, een model dat Jacqueline Kennedy droeg

Dylan nam het nummer voor de eerste keer op in de Columbia Studio A in New York op 25 januari 1966 begeleid door de musici van de Hawks. Dylan was niet tevreden over het resultaat en deed een nieuwe poging in februari in Nashville, ditmaal met de Nashville-musici Charlie McCoy (gitaar en bas), Kenny Buttrey (drums), Wayne Moss (gitaar), Joe South (gitaar en bas), Hargus "Pig" Robbins (piano) en Jerry Kennedy (gitaar) aangevuld met Robbie Robertson van The Hawks en met Al Kooper. De definitieve versie van "Leopard-Skin Pill-Box Hat" werd - met diverse tekstaanpassingen - uiteindelijk opgenomen in de vroege uren van 10 maart 1966. Dylan zong op het nummer en speelde elektrische gitaar en mondharmonica. Kennedy was afwezig, maar naast de muzikanten van de eerdere sessie speelde Henry Strzelecki op bas en Robertson op leadgitaar. Dylan zelf speelde leadgitaar op de eerste twaalf maten van het nummer. De versie van 25 januari is later in 2005 uitgebracht op het bootlegalbum No Direction Home: The Soundtrack.

## Versies
"Leopard-Skin Pill-Box Hat" werd op 20 juni 1966 uitgebracht op het album Blonde on Blonde. Eind van het jaar verscheen het in West-Duitsland op EP. Op 24 april 1967 werd een ingekorte versie van 2 minuten en 20 seconden uitgebracht als single in de Verenigde Staten en Canada. Op dezelfde datum verscheem in Nederland een versie met een andere mix en andere duur met een fade-out na 3:42. Een release in het Verenigd Koninkrijk van de 2:20-versie volgde op 5 mei.
De versie op No Direction Home: The Soundtrack, de eerste opname van het nummer had een duur van 6:26. Op de officiële bootleg The Best of the Cutting Edge staat de 8e opname van het nummer opgenomen op 14 februari met een uur van 3:26. Er is ook een 18-disc-versie van The Cutting Edge, een collector's editie met alle opnames. 
Een live-versie van het nummer, opgenomen op 17 mei 1966, verscheen op het bootlegalbum The Bootleg Series Vol. 4: Bob Dylan Live 1966, The "Royal Albert Hall" Concert. Dit hele concert is gecoverd door Cat Power op haar album Cat Power Sings Dylan (The 1966 Royal Albert Hall Concert).

## Hitlijsten
"Leopard-Skin Pill-Box Hat" haalde een piekpositie van nummer 81 op de Billboard Hot 100. In Nederland werd geen notering bereikt.